# فيرغوس ميلر
فيرغوس ميلر (بالإنجليزية: Fergus Millar)‏ هو مؤرخ العصور القديمة الكلاسيكية ‏ بريطاني، ولد في 5 يوليو 1935 في إدنبرة في المملكة المتحدة.